# 토요타 프레미오
토요타 프레미오(Toyota Premio)는 토요타 자동차의 승용차이다. 코로나의 후속 차종으로 출시되었으며, 알리온과는 같은 차체를 공유하는 형제 차종이다. 일본 내수 전용 차종으로 개발되어 판매되고 있으나, 러시아, 말레이시아와 인도네시아 등 동남아시아, 뉴질랜드 등에도 병행 수출되고 있다.

## 1세대

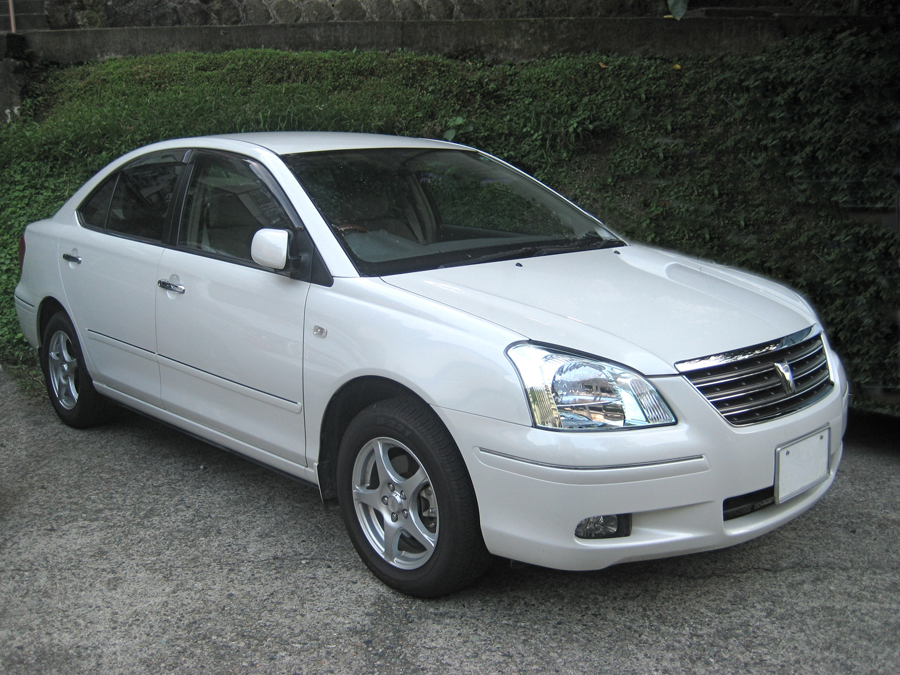
토요타 프레미오 정측면

2001년 12월 25일에 코로나의 마지막 차종인 코로나 프레미오의 후속 차종으로 출시되었다. 오랫동안 사용되었던 코로나라는 차명을 버리고, 서브 네임인 프레미오가 독립적인 차명이 되었다. 스포티한 느낌의 알리온과 달리, 프레미오는 중장년층의 기호에 맞춘 고급스러운 느낌이다. 차량의 성격상 알리온과는 달리, 딜러 옵션에서 에어로 파트나 로우 다운 스프링 등의 드레스업 부품이 없다. 2002년에 일본에서 굿 디자인 상을 수상했다.

## 2세대

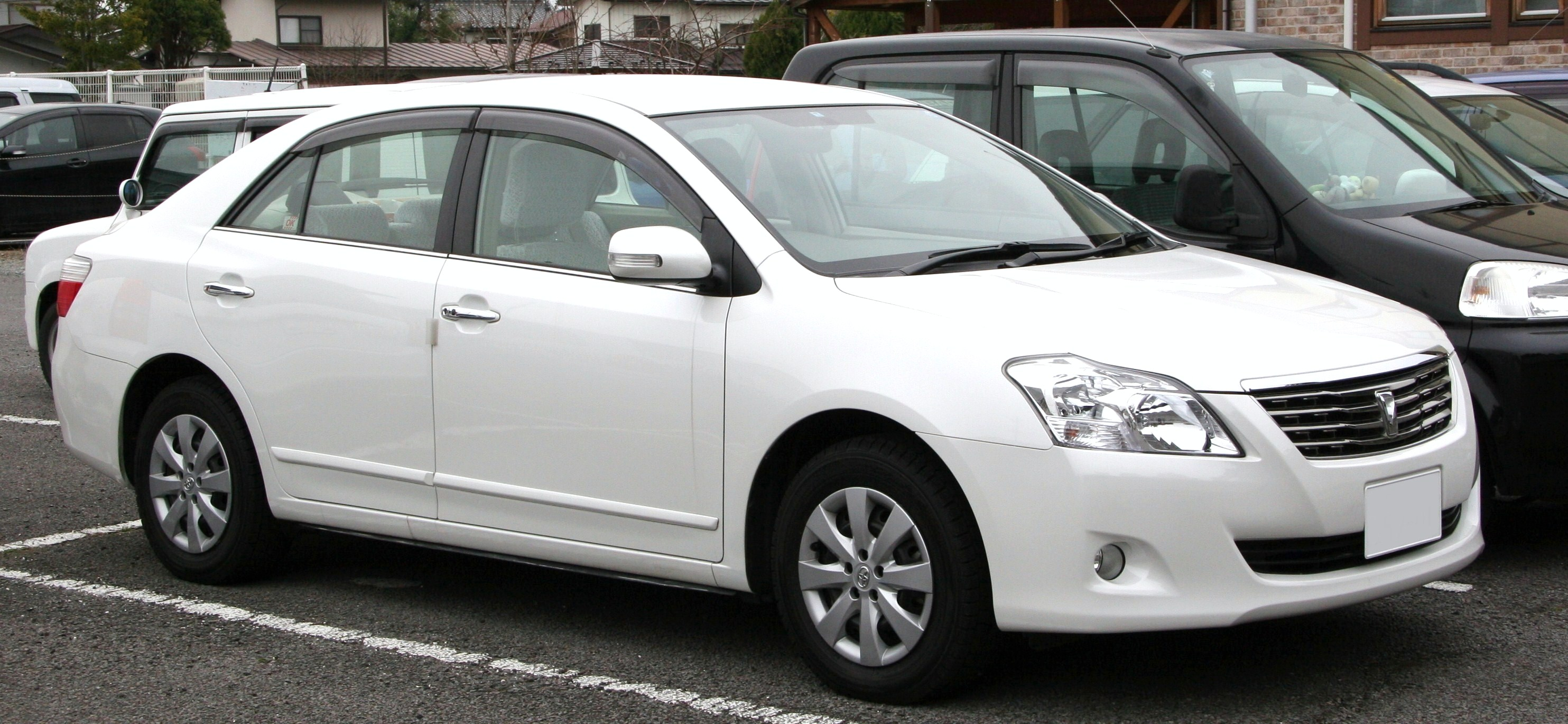
토요타 프레미오(전기형) 정측면

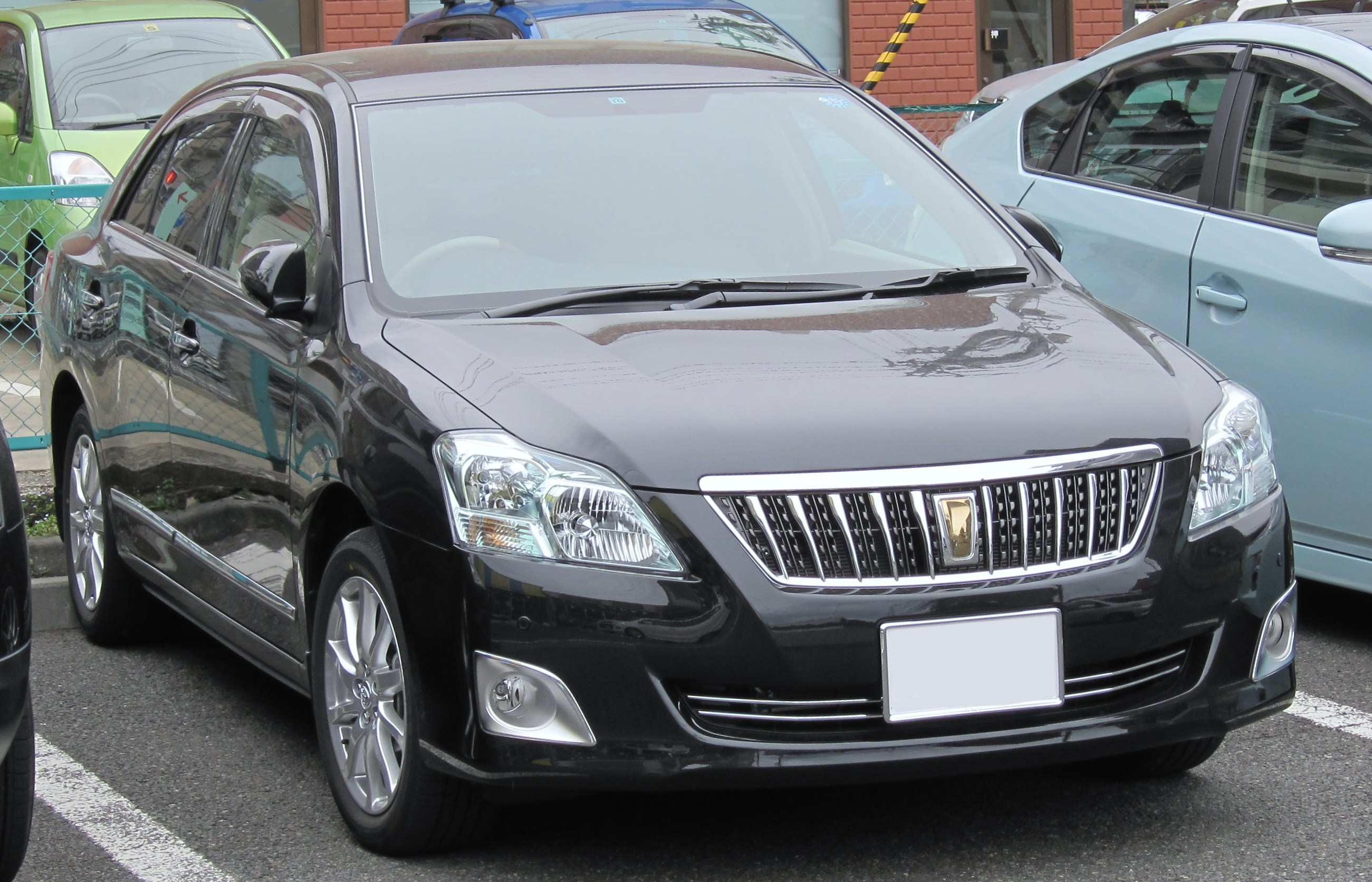
토요타 프레미오(중기형) 정측면

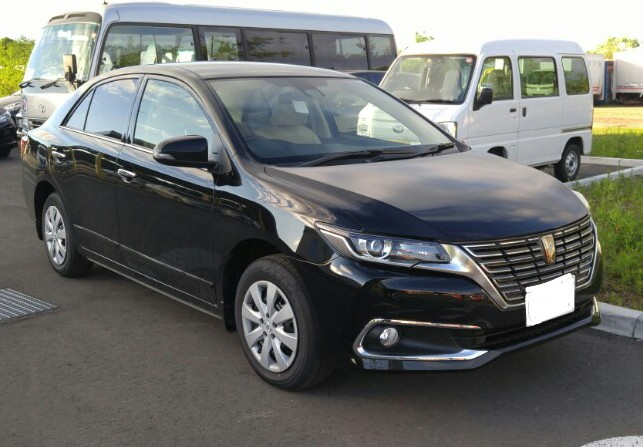
토요타 프레미오(후기형) 정측면

2007년 6월 24일에 출시되었다. 디자인은 1세대의 느낌에서 크게 벗어나지 않았다. 여전히 에어로 파트는 없으나, 로우 다운 스프링과 17인치 알루미늄 휠이 딜러 옵션으로 준비되었다. 모든 트림에 스마트 엔트리&스타트 시스템이 기본 적용되었다. 2016년 6월에 페이스 리프트를 거쳐 앞 부분이 대폭 변경되었는데, 형제 차종인 알리온과 헤드 램프는 물론 라디에이터 그릴, 범퍼까지 동일한 것을 공유하게 되어 차별성이 적어졌다. 안전 장비로는 충돌 회피 시스템인 토요타 세이프티 센스 C와 바이 빔 LED 헤드 램프가 추가되었다.